# 地球環境審議官
地球環境審議官（ちきゅうかんきょうしんぎかん）は、国家公務員の役職の一つである。
環境省において、事務次官に次ぐ官僚のナンバー2のポストであり、いわゆる次官級審議官職の一つとして環境省設置法に定められている「特別な職」である。現在の定数は1人。
一般には「環境省地球環境審議官」のように省名を冠した表記もなされるが、正式な官名・職名は他省の次官級審議官と同様、省名を冠さない「地球環境審議官」である。

## 職務
地球環境審議官は、命を受けて、環境省の所掌事務に係る地球環境保全に関する事務その他の事務のうち、国際的に取り組む必要がある事項に関する事務を総括整理する（環境省設置法第6条第2項）。
財務省における財務官のように国際問題担当として位置づけられている。

## 歴代地球環境審議官
| 氏名       | 在任期間                      | 前職             | 退任後の要職                                                                                   |
| ---------- | ----------------------------- | ---------------- | ---------------------------------------------------------------------------------------------- |
| 浜中裕徳   | 2001年7月 - 2004年7月1日      | 地球環境局長     | 国際湖沼環境委員会理事長、地球環境戦略研究機関理事長                                           |
| 松本省藏   | 2004年7月1日 - 2005年         | 総合環境政策局長 | 公害健康被害不服審査会委員、国民年金基金連合会理事                                             |
| 小島敏郎   | 2005年 - 2008年7月            | 地球環境局長     | 都民ファーストの会政務調査会事務総長、東京都特別顧問、愛知県政策顧問、名古屋市経営アドバイザー |
| 竹本和彦   | 2008年 - 2010年8月10日        | 環境管理局長     | 国連大学サステイナビリティ高等研究所長、海外環境協力センター理事長                             |
| 南川秀樹   | 2010年8月10日 - 2011年1月7日  | 環境省大臣官房長 | 環境事務次官、福島中間貯蔵等連絡調整推進本部長、日本環境衛生センター理事長                     |
| 寺田達志   | 2011年1月7日 - 2012年9月7日   | 地球環境局長     | 環境省参与、ケニア駐箚特命全権大使、国連環境計画常駐代表、日本環境アセスメント協会参与         |
| 谷津龍太郎 | 2012年9月7日 - 2013年7月2日   | 環境省大臣官房長 | 環境事務次官、日本環境安全事業副社長、中間貯蔵・環境安全事業社長                               |
| 白石順一   | 2013年7月2日 - 2014年7月8日   | 総合環境政策局長 | 三井住友銀行顧問、日本製薬工業協会理事長                                                       |
| 関荘一郎   | 2014年7月8日 - 2015年7月31日  | 地球環境局長     | 環境事務次官、日本産業廃棄物処理振興センター理事長                                             |
| 小林正明   | 2015年7月31日 - 2016年6月17日 | 総合環境政策局長 | 環境事務次官、中間貯蔵・環境安全事業社長                                                       |
| 梶原成元   | 2016年6月17日 - 2017年7月14日 | 地球環境局長     | 環境省参与、廃棄物・3R研究財団理事長                                                           |
| 高橋康夫   | 2017年7月14日 - 2019年7月9日  | 水・大気環境局長 | 環境省参与、地球環境戦略研究機関特別政策アドバイザー                                           |
| 森下哲     | 2019年7月9日 - 2020年7月21日  | 地球環境局長     | 環境省参与、いであ副社長                                                                       |
| 近藤智洋   | 2020年7月21日 - 2021年7月1日  | 地球環境局長     | 第一生命経済研究所顧問                                                                         |
| 正田寛     | 2021年7月1日 - 2022年7月1日   | 環境省大臣官房長 |                                                                                                |
| 小野洋     | 2022年7月1日 - 2023年7月1     | 地球環境局長     |                                                                                                |
| 松澤裕     | 2023年7月1日 - 2025年7月1日   | 地球環境局長     |                                                                                                |
| 土居健太郎 | 2025年7月1日 -                | 地球環境局長     |                                                                                                |